# Twee Meter De Lucht In
Twee Meter De Lucht In is een Nederlands muzikaal radioprogramma van Jan Douwe Kroeske op Kink FM, waarin hij iedere werkdag verschillende soorten popmuziek draait. Het vindt zijn oorsprong in het wekelijkse VARA-radioprogramma met dezelfde naam, dat vanaf 3 december 1985 t/m 29 september 1992 iedere week op de VARA dinsdag te horen is geweest op Radio 3 en vanaf oktober 1992 t/m december 1999 in de weekeinde programmering op Radio 3 werd uitgezonden. Het programma op Kink FM is te horen in de ochtenduren. Ook draait Kroeske muziek uit het 2 Meter Sessies-archief. 
De Twee Meter in de programmanaam slaat op de lichaamslengte van Jan Douwe Kroeske.